# Токсубай
Токсуба́й (XVI век, Тогашевско-Кумьинская сторона нынешнего Килемарского района Марий Эл) — сотенный князь лесных марийцев.
Находился на московской службе в период покорения Казани и мятежей «луговых черемис». В XVI—XVIII вв. его именем называлась волость—сотня на реке Рутке, куда входили деревни Тогашево, Кукшары, Еникеево, Икса, Юркино, Кромка и др.